# Raven (Flugabwehr)
Raven ist ein vom Vereinigten Königreich für den Einsatz in der Ukraine entwickeltes Flugabwehrsystem auf Basis der AIM-132 ASRAAM Luft-Luft-Rakete.

## Hintergrund
Im Rahmen des Russisch-Ukrainischen Kriegs wurde im August 2023 bekannt, dass der Ukraine eine unbekannte Anzahl von bodengestützten Startplattformen für die Flugabwehrrakete ASRAAM, unter dem Systemnamen Raven, zur Verfügung gestellt worden waren. Es wurde in nur vier Monaten von einem gemeinsamen Team des Herstellers MBDA und des britischen Verteidigungsministeriums entwickelt und von den ukrainischen Streitkräften zur Kurzstrecken-Luftverteidigung (SHORAD) gegen russische Luftbedrohungen wie Hubschrauber, Marschflugkörper und Drohnen wie die HESA Shahed 136 eingesetzt. Das System verfügt über einen Doppelwerfer, der auf der Rückseite eines Supacat HMT 600-Fahrzeugs montiert ist, so dass es mobil bleibt, während die Führung durch eine elektrooptische Hawkeye-Suite erfolgen kann. Die Schienen für die Raketen stammen von ausgemusterten Hawk-, Jaguar- und Tornado-Jets. Die Rakete hat eine „Fire and Forget“-Fähigkeit. Das System gilt als besonders kostengünstig, da es weitgehend aus ausgemusterten Material erstellt wurde.
Berichten zufolge hat das System bei über 400 Engagements eine Erfolgsquote von 70 % erreicht. Dieses System ist nicht zu verwechseln mit der speziellen oberflächengestützten Entwicklung des Luftverteidigungssystems ASRAAM (CAMM/Sky Sabre). Am 7. Mai 2024 wurden Aufnahmen veröffentlicht, die den ersten bestätigten Verlust eines ukrainischen ASRAAM-Supacat-basierten Systems zeigen, die von einer russischen Lancet-Drohne zerstört wurde.
Im Mai 2025 wurde vom britischen Verteidigungsministerium bekannt gegeben, dass bereits acht dieser Systeme in die Ukraine geschickt wurden und fünf weitere geschickt werden sollten.